# بي إم دبليو جينا

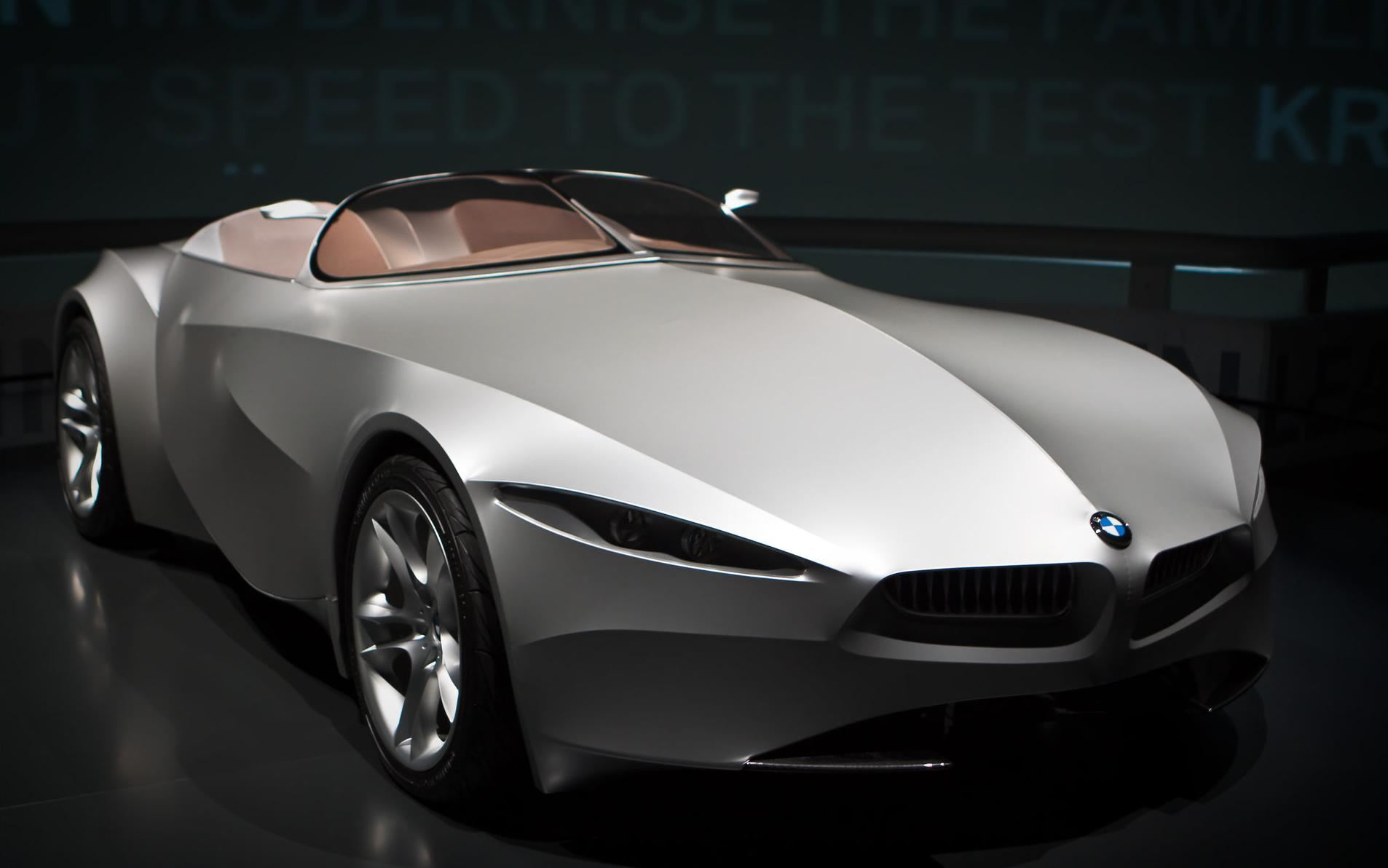
بي إم دبليو جينا في متحف شركة بي إم دبليو في ميونخ في ألمانيا

بي إم دبليو جينا (بالإنجليزية: BMW GINA)‏: نموذج جينا الخفيف الحالم (GINA Light Visionary Model) هي سيارة رياضية متحولة مكسوة بالنسيج صنعتها شركة بي إم دبليو. تمثل جينا جيلا جديدا يتأقلم مع الوظائف والأشكال الهندسية المختلفة. وقد صمم هذا النموذج فريق قاده كريس بانغل (Chris Bangle) وهو رئيس سابق لقسم التصميم في بي إم دبليو، والذي يقول أن جينا جعلت فريقه «يتحدى المبادئ القائمة والعمليات التقليدية». وقد ساهم مصممون آخرون أيضا مثل أنديرز وارمينغ.
بدأ بناء التصميم عام 2001.

## الجسم النسيجي

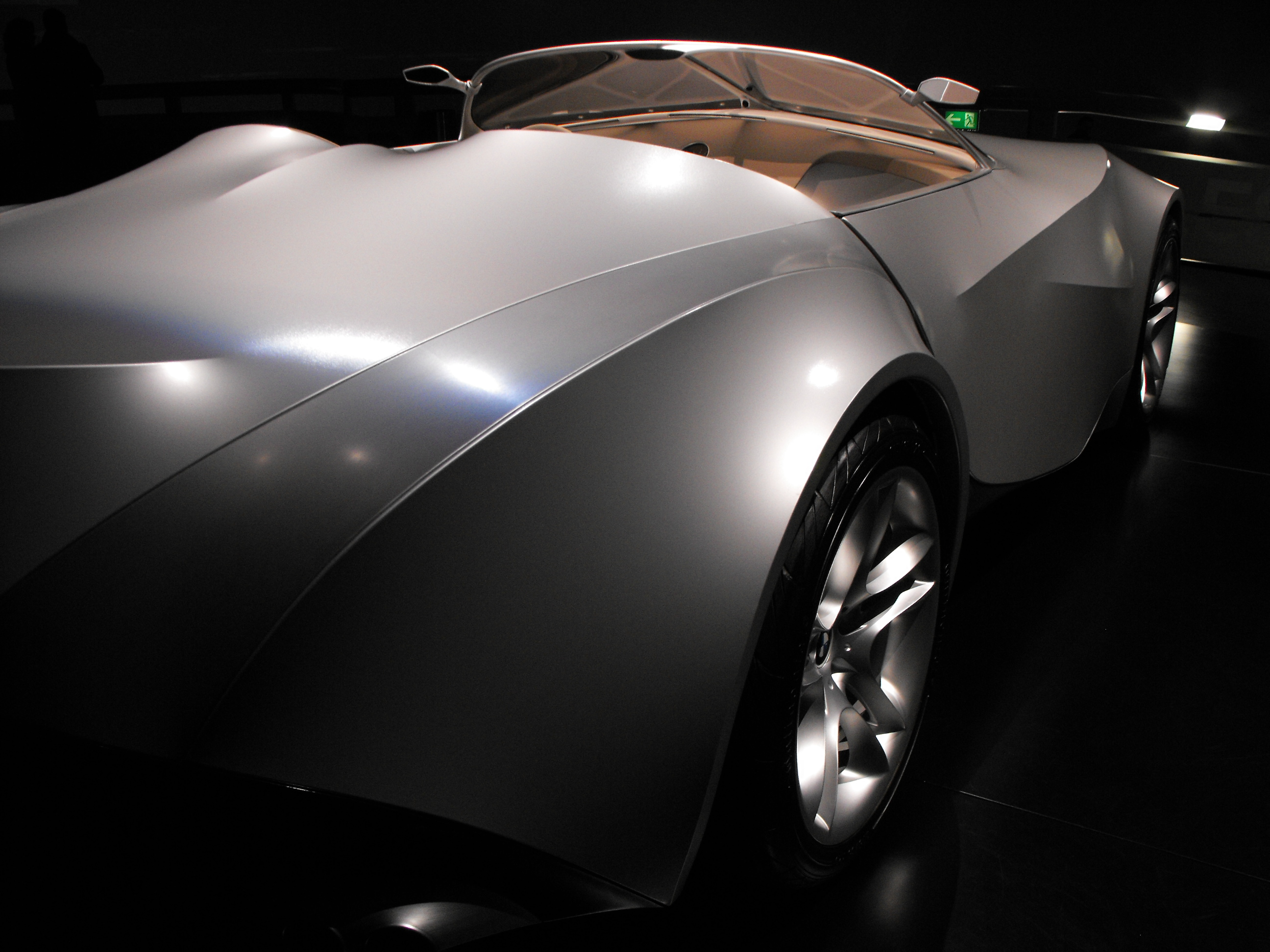
صورة من الخلف

تقول بي إم دبليو أن النسيج الذي يكسو جسم السيارة هو نسيج من مواد تركيبية شفيفة (نصف شفافة) مقاومة للماء ومرنة وقابلة للمط ومتينة. هذه المواد هي بولي يوريثان مغطى بطبقة رقيقة من الإسباندكس. وهي مواد مقاومة لدرجات الحرارة العالية والمنخفضة، ولا تمتص الماء فتنتفخ أو تتقلص، ولا تتأذى أو تتضرر نتيجة الحركة. يمكن لجسم السيارة أن يغير هيئته وفقا للظروف الخارجية والسرعة، كما أنه يتيح للسائق تغيير شكله كما يشاء. النسيج مشدود على هيكل قابل للحركة حيث تتشكل السمات الأساسية تحت الجلد النسيجي بواسطة هيكل من أسلاك الألمنيوم، ومع ذلك تستخدم دعائم كربونية مرنة عند الحاجة لأجزاء متحركة (جهاز تقليل الرفع الهوائي (spolier)، ويد فتح الباب، ومدخل الهواء). ويمكن السيطرة على شكل الإطار باستخدام عدة محركات كهربائية وهيدروليكية، فعلى سبيل المثال، يمكن الكشف عن المصابيح الأمامية عندما تسحب محركات صغيرة النسيج بشكل يشبه فتح جفن العين، وبما أن النسيج شفيف، يمكن للمصابيح الخلفية أن تتألق من خلاله.

## الشكل الخارجي
لجينا أربع مستويات فقط: غطاء المحرك، والسطحان الجانبيان، والغطاء الخلفي. ويبدو أن الجلد النسيجي غير مدروز، ولكن يمكن أن يبرز جهاز تقليل الرفع الهوائي (spoiler) من الناحية الخلفية لزيادة استقرار السيارة عند السرعات العالية. تفتح الأبواب بنمط الفراشةButterfly doors، وكل منها مغطى بقطع من النسيج تصل من مقدمة السيارة إلى أطراف الباب والتي تعطي مظهرا أملسا عند إغلاق الباب. ويمكن الوصول إلى المحرك عن طريق شق يفتح في وسط غطاء المحرك.

## الداخل
عندما تكون السيارة متوقفة، فإن عجلة القيادة والأدوات تكون في وضع الراحة في وسط لوحة اللقيادة للسماح للسائق بسهولة الدخول. وتستعد عجلة القيادة والأدوات مواقعها الصحيحة عندما يضغط السائق على زر البدء، حيث يبرز مسند الرأس من كرسي السائق مما يجعل الدخول والخروج من السيارة أسهل.

## وصلات خارجية
- BMW GINA Light Visionary Model: Premiere
- BMW GINA Light Visionary Model: Design
- BMW GINA Light Visionary Model trailer نسخة محفوظة 17 يونيو 2008 على موقع واي باك مشين.
- GINA on Wired – with many pictures
- Pictures of GINA
- BMW Visionen: GINA Light نسخة محفوظة 11 فبراير 2013 at Archive.is
- GINA Light im BMW Museum